# میخ‌پنجه بلوطی
میخ‌پنجه بلوطی (نام علمی: Centropus celebensis) نام یک گونه از سرده میخ‌پنجه است.